# Wandelbahn u Lipiku
Lipički Wandelbahn je natkriveno šetalište u Lipiku.

## Povijest
Godine 1893. u Lipiku je, u neposrednoj blizini Kursalona, izgrađeno natkriveno šetalište Wandelbahn - specifičan prostor perivoja koji je bio glavni korzo ne samo lječilišta, nego i cijeloga Lipika. Sagrađen je opekom, a velika šetnica izvedena je od željezne konstrukcije i lijevanih željeznih stupova s kapitelima.
Stupovi nose lukove ispunjene željeznom ukrasnom rešetkom koja doseže do krova trijema.
Za Wandlbahn su pisali da je izgrađen u drvu i metalu, lagan poput vrtne sjenice. Zanimljiva je i priča o šetnjama i ispijanju "tri puta po dva deci termalne mineralne vode na dan". Tijekom povijesti Wandelbahn nije značajnije mijenjao svoju osnovnu namjenu, a to su odmor i zabava. 
Tijekom godina na Wandelbahnu su svoje mjesto našli i brijači i trgovci, kasnije frizerski saloni i caffe-barovi, a izgradnjom novog hotela Lipik, Wandelbahn je dobio automatsku kuglanu i disco-bar. Upravo je diskoteka u osamdesetim godinama dvadesetog stoljeća privlačila ljude koji su proputovali desetke i stotine kilometara u potrazi za dobrom zabavom 
Kao i Kursalon u Lipiku, Wandelbahn je teško nastradao 1991. godine. Danas čeka obnovu.

## Viki također
- Lipik

## Vanjske poveznice
- Službene stranice grada Lipika